# Gyula Gyenes
Dans le nom hongrois Gyenes Gyula, le nom de famille précède le prénom, mais cet article utilise l’ordre habituel en français Gyula Gyenes, où le prénom précède le nom.
Gyula Gyenes (né le 20 février 1911 à Budapest et mort le 26 juin 1988 dans la même ville) est un athlète hongrois spécialiste du sprint. Quart de finaliste sur 100 mètres et 200 mètres aux Jeux olympiques de Berlin en 1936, il remporte une médaille d'argent avec László Forgács, József Kovács et József Sir aux premiers championnats d'Europe à Turin en 1934 sur relais 4 x 100 mètres.

## Biographie

### Palmarès
| Date | Compétition           | Lieu  | Résultat | Épreuve   | Performance |
| ---- | --------------------- | ----- | -------- | --------- | ----------- |
| 1934 | Championnats d'Europe | Turin | 2e       | 4 x 100 m | 41 s 4      |
| 1938 | Championnats d'Europe | Paris | 5e       | 200 m     | 22 s 1      |

### Records
| Épreuve    | Performance | Lieu | Date |
| ---------- | ----------- | ---- | ---- |
| 100 mètres | 10 s 4      |      | 1937 |
| 200 mètres | 21 s 5      |      | 1938 |